# Villa Borstraße 17/17a (Radebeul)
Die Villa Borstraße 17 liegt im Stadtteil Niederlößnitz der sächsischen Stadt Radebeul. Das Nebengebäude Borstraße 17a stammt aus den Jahren 1872/1873, die Villa ist älter, beide wurden umgebaut beziehungsweise errichtet von den Lößnitz-Baumeistern Gebrüder Ziller.

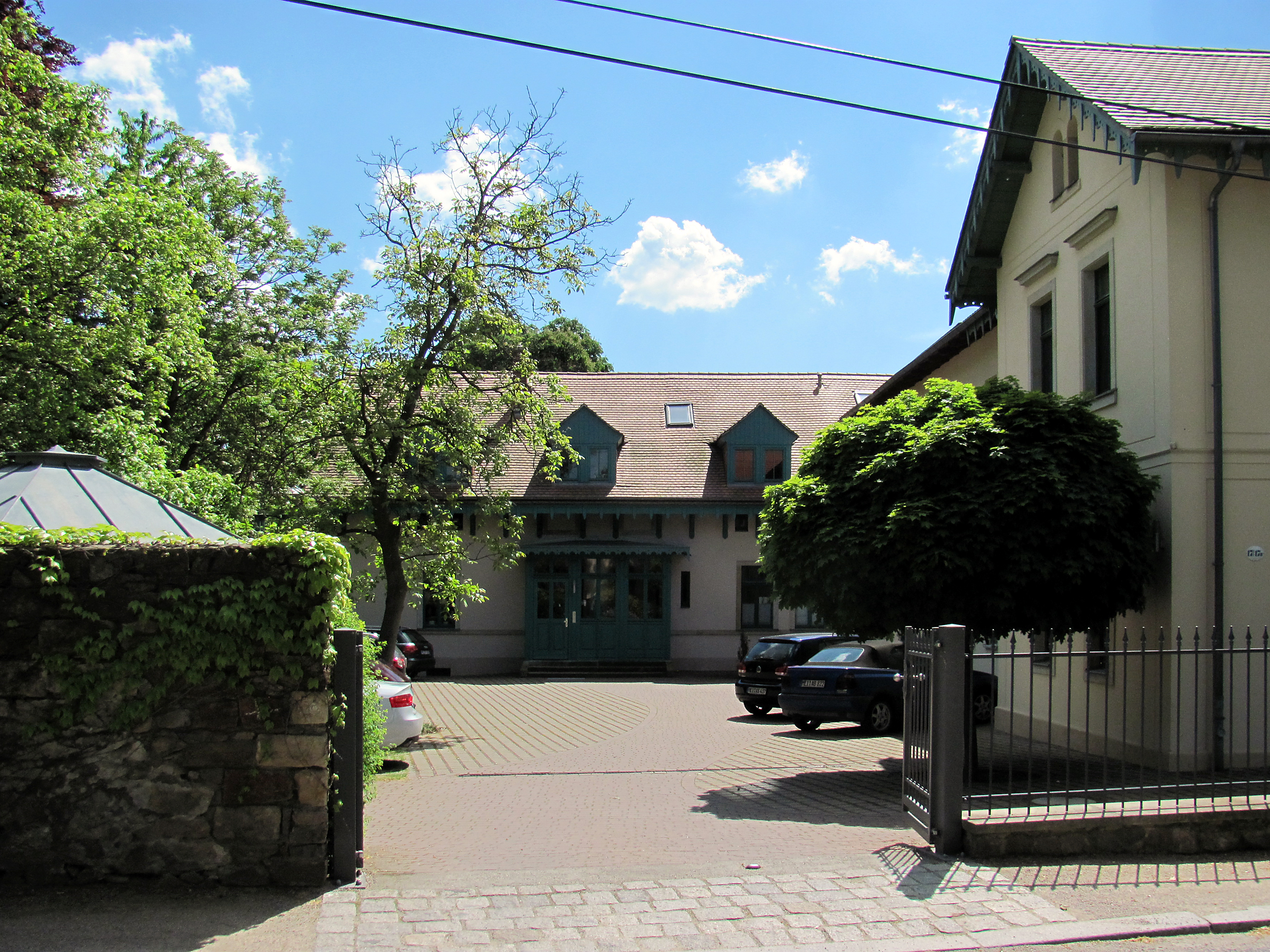
Villa Borstraße 17

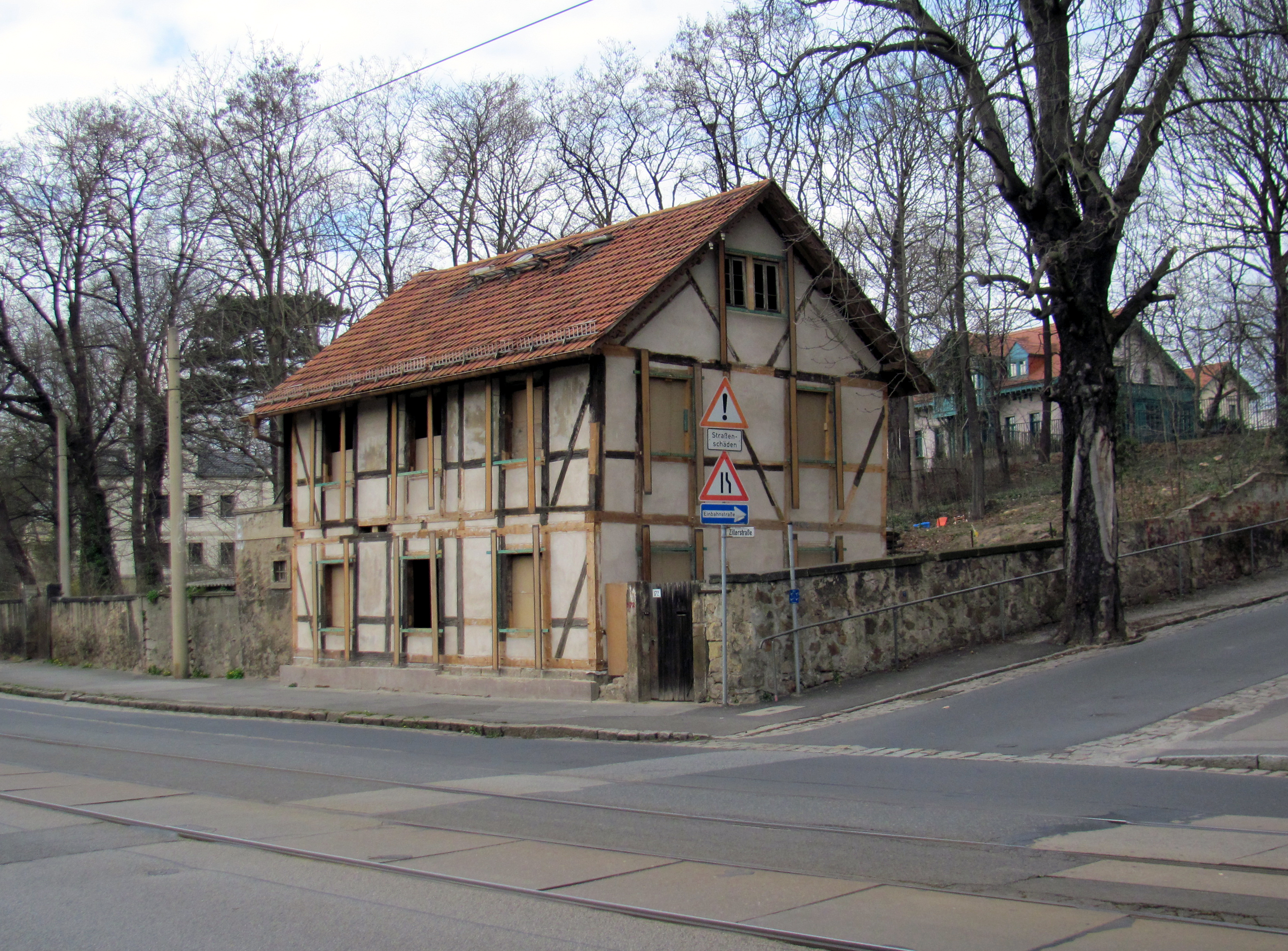
Winzerhaus, Meißner Straße 172, rechts dahinter die Gartenseite der Villa Borstraße 17

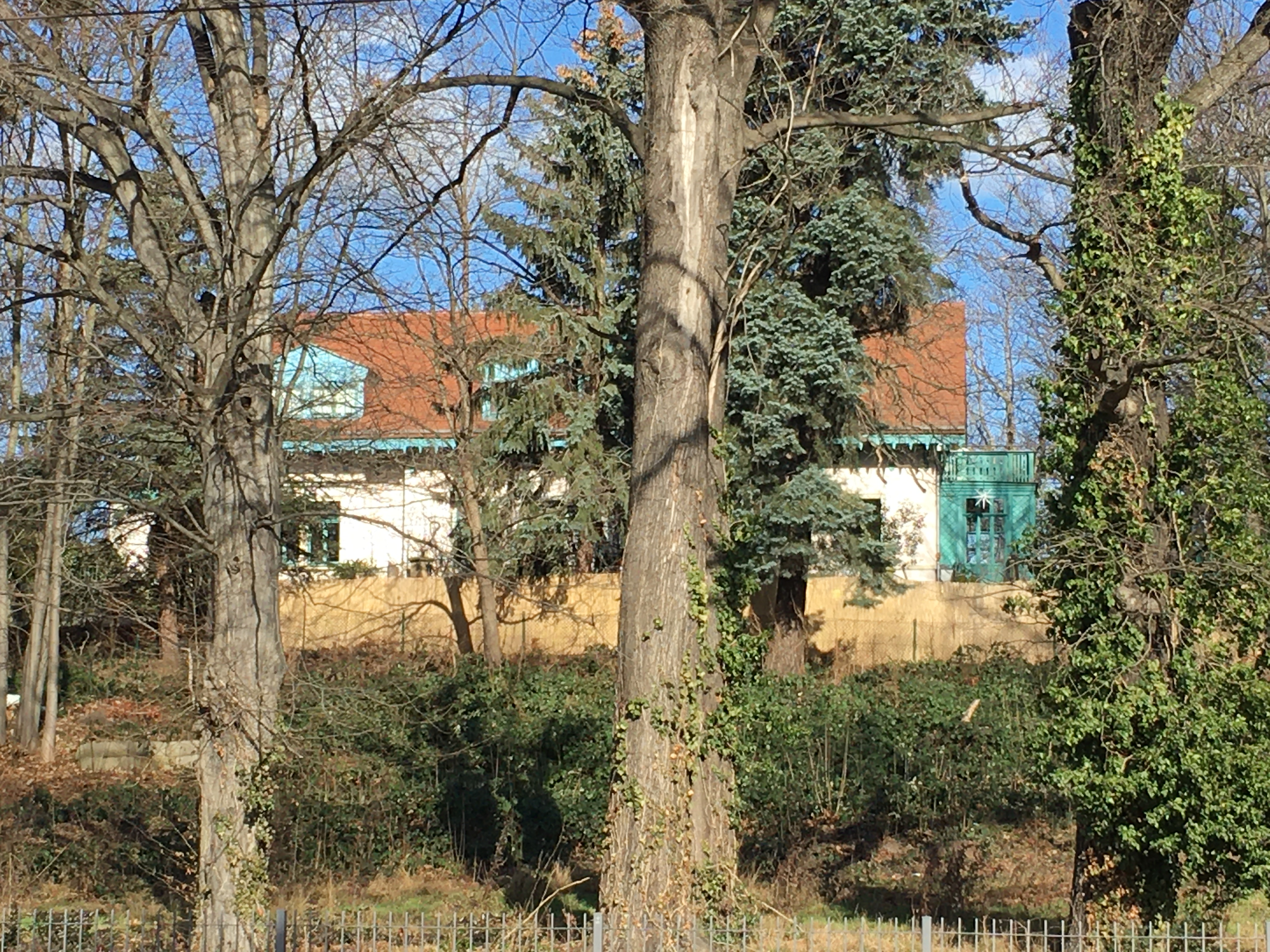
Villa Borstraße 17, Gartenseite von der Meißner Straße aus (2021)

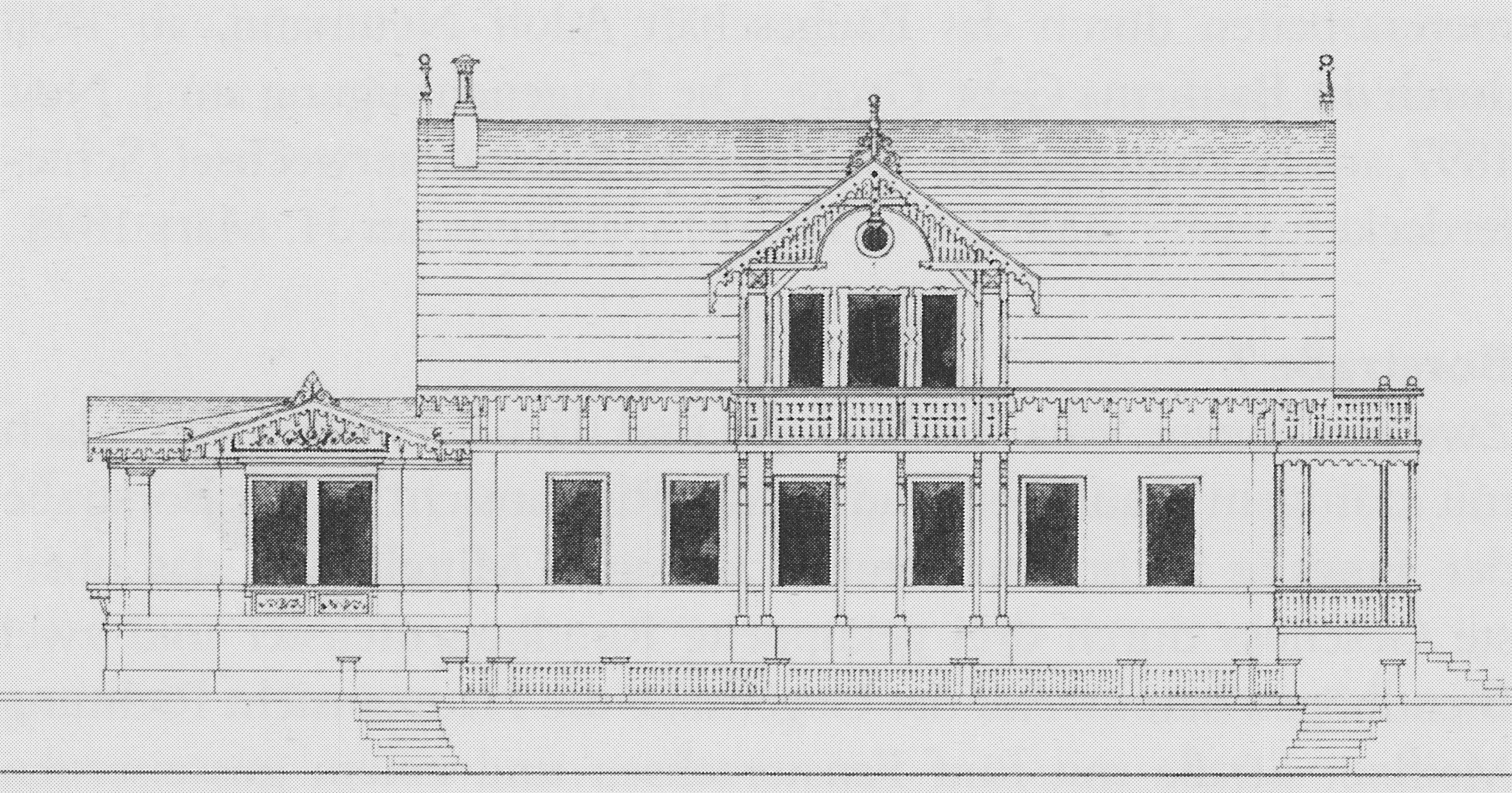
Villa Borstraße 17, Bauzeichnung der Gartenseite nach Süden (1872)

## Beschreibung

### Villa
Das heute zusammen mit seinem Gärtnerhaus unter Denkmalschutz stehende Wohngebäude ist eine Villa im Schweizerstil. Sie steht mittig im Grundstück südlich des Hofes, traufständig zur Straße beziehungsweise zum Garten, der sich in Richtung Meißner Straße erstreckt. Das Gebäude hat ein Hauptgeschoss mit einem Kniestock obenauf, darüber ein weit überkragendes, flaches Satteldach. Dieses hat Sparrengiebel sowie vom Dach hängende Zapfen in Holzsägearbeit.
Auf der östlichen Giebelseite steht ein Söller. Auf der westlichen Giebelseite befindet sich ein eingeschossiger Anbau, der bei der letzten Erneuerung aufgestockt wurde. In der Traufseite nach Norden befindet sich ein Zwerchhaus, in der Traufseite zum Garten steht ein aufgestützter Holzbalkon, der durch das aus dem dortigen Zwerchhaus herausgezogene Satteldach geschützt wird.

### Gärtnerhaus
Das zweigeschossige Gärtnerhaus (Borstraße 17a) liegt vorn im Grundstück an der Straße. Das traufständige Nebengebäude ist ein Putzbau mit Gesimsgliederung, das Dach ist ähnlich ausgebildet wie dasjenige des Hauptgebäudes. Hinter dem Gärtnerhaus erstreckt sich entlang des Hofes nach Süden der ursprünglich eingeschossige Wirtschaftsflügel des Villengrundstücks, der bei der Sanierung um 2000 aufgestockt wurde.

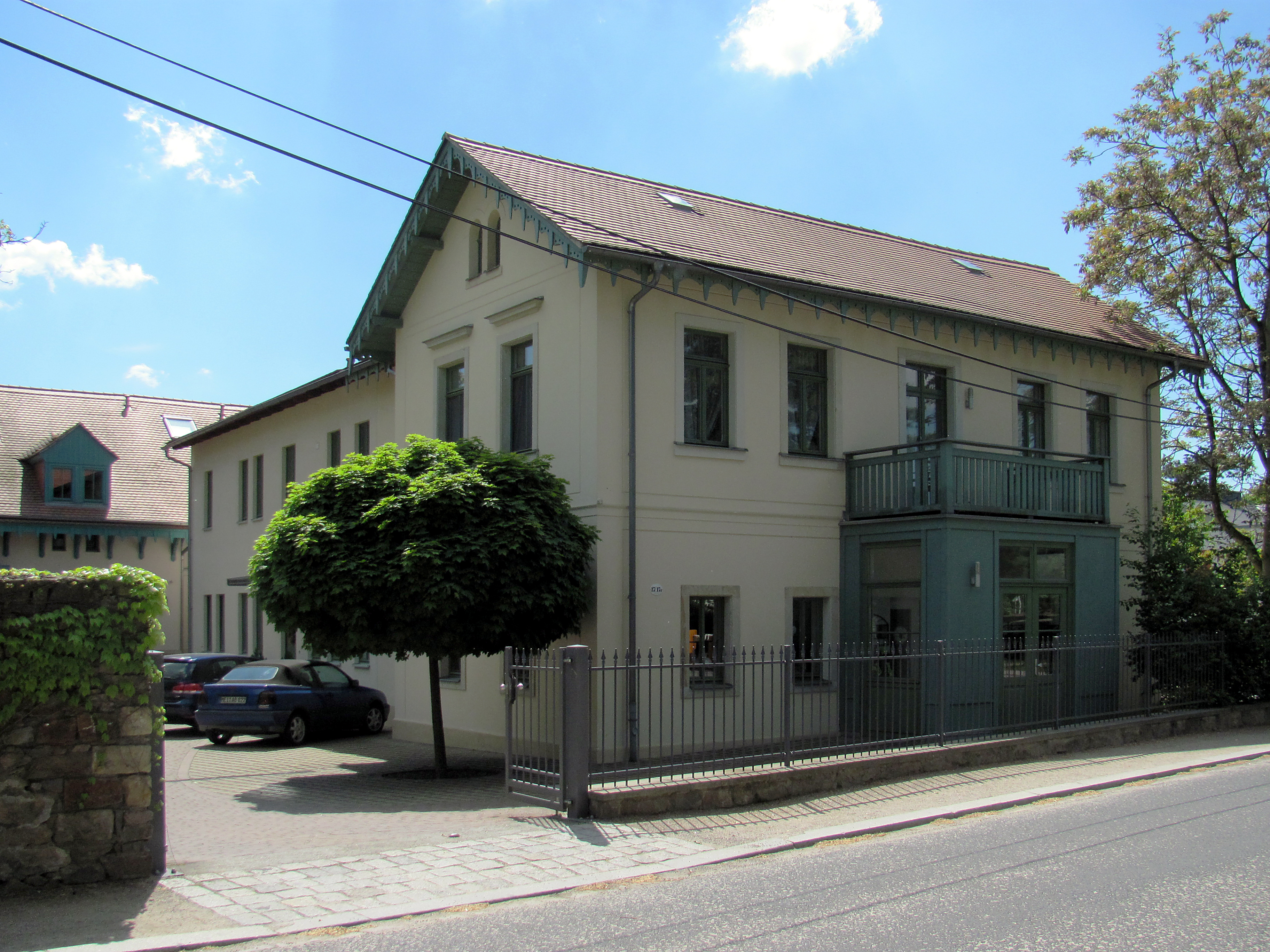
Nebengebäude von Osten
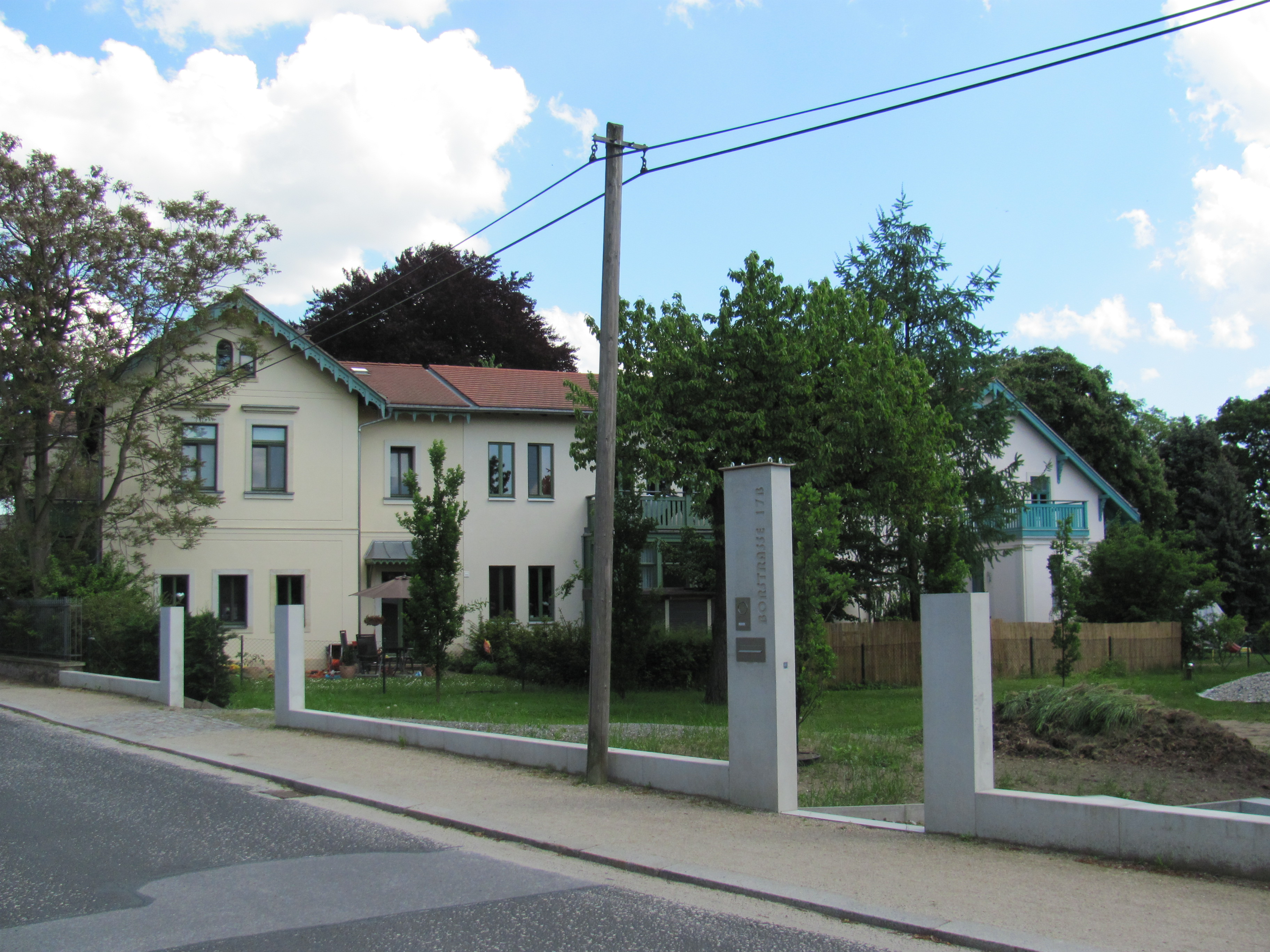
Nebengebäude von Westen

## Geschichte
Die mitten im Grundstück liegende Villa wurde vor 1872 errichtet. Der Bauunternehmer Carl Christian Petzold, der sich einige Zeit später auch noch die große Villa in der Borstraße 11 sowie die Villa Elisa in der Borstraße 19 durch die Gebrüder Ziller bauen ließ, beantragte 1872 den eingeschossigen Anbau auf der Westseite des Haupthauses sowie den Holzbalkon mit dem Gesprengegiebel nach der Südseite, beide nach Plänen der Gebrüder Ziller, die im gleichen Jahr auch für seinen östlichen Nachbarn in der Villa Meißner Straße 162 tätig wurden. Der eingeschossige Anbau sollte im Laufe der Jahre noch zum Wintergarten erweitert werden.
Im gleichen Jahr erfolgte noch der Antrag zum Bau eines Nebengebäudes als Gärtnerhaus, das nach eigenen Entwürfen bis März 1873 durch die Gebrüder Ziller errichtet wurde. Dieses Gärtnerhaus, das direkt an der Straße liegt, wurde im Jahr 1882 im Auftrag der Eigentümerin Marie Petzold aufgestockt.
Im Jahr 1920 wohnte dort der Generalleutnant z. D. August von Schmieden, bis er mit dem Tod seiner Mutter 1926 das Elternhaus Winzerstraße 43 erbte und dorthin umzog.
Eine grundlegende Sanierung erfolgte um 2000.